# Малащук Андрій Олександрович
Андрій Олександрович Малащук (нар. 15 лютого 1999, Підволочиськ, Тернопільська область, Україна) — український футболіст, півзахисник клубу «Нива» (Тернопіль).

## Життєпис
Народився в місті Підволочиськ Тернопільської області. Вихованець підволочиської ДЮСШ. У ДЮФЛУ та юнацькому чемпіонаті області виступав за «Тернопіль» та «ДЮСШ Підволочиськ». Дорослу футбольну кар'єру розпочав 2016 року в «Збруч-Агробізнесі», який виступав у чемпіонаті Тернопільської області. У серпні 2016 року перебрався до волочиського «Агробізнеса», спочатку в аматорському чемпіонаті України, а згодом і в чемпіонаті Хмельницької області. У 2018 році повернувся до «Збруч-Агробізнеса», у футболці якого виступав в аматорському чемпіонаті України та чемпіонаті Тернопільської області.
Влітку 2019 року перебрався до «Ниви». У футболці тернопільського клубу дебютував 3 серпня 2019 року в переможному (3:0) виїзному поєдинку 2-го туру групи «А» Другої ліги України проти вишгородського «Діназу». Андрій вийшов на поле на 66-ій хвилині, замінивши Андрія Волохатого. За підсумками сезону 2019/20 років допоміг «Ниві» виграти групу А Другої ліги та підвищитися в класі. У Першій лізі України дебютував 5 вересня 2020 року в нічийному (1:1) виїзному поєдинку 1-го туру проти харківського «Металіста 1925». Малащук вийшов на поле на 72-ій хвилині, замінивши Андрія Волохатого.